# Clanis pratti
Clanis pratti är en fjärilsart som beskrevs av James John Joicey och Talbot 1921. Clanis pratti ingår i släktet Clanis och familjen svärmare. Inga underarter finns listade i Catalogue of Life.